# Rue Jean-Trinquet
La rue Jean-Trinquet est une voie située dans le 2e arrondissement de Marseille.

## Situation et accès
Elle débute rue Félix-Éboué et se termine rue François-Moisson.
Elle dessert les rues Louis-Astouin et Jean-Marc Cathala. 
la voie est accessible par :
- Autobus de Marseille :
- Tramway de Marseille

## Origine du nom
Elle doit son nom à Jean Trinquet, un résistant tué le 27 juillet 1944.

## Historique
Cette rue parallèle à la rue de la République, allant de la rue François-Moisson à la rue Félix-Éboué, a été réalisée dans la tranchée effectuée pour le percement de la rue Impériale devenue rue de la République. Elle s'appelait « rue Audimar », échevin de Marseille, qui eut une conduite exemplaire pendant la peste de 1720 ainsi que ses trois confrères Estelle, Moustier et Dieudé. Ceux-ci donnèrent leur nom à trois rues du quartier de la rue de Rome, seul Audimar n’avait pu bénéficier de cet hommage car la rue qui devait porter son nom fut baptisée rue Rouvière en l’honneur du maire qui venait de mourir.

## Bâtiments remarquables et lieux de mémoire
- no 2 : à partir de 1925 Paul Carbone y habitait alors qu'elle portait le nom de « rue Audimar »[1]
- no 4 : Jean Trinquet y habitait.